# 奧爾塔內斯
奧爾塔內斯（發音：[ˈaul̥taˌnɛːs]）是冰島首都区加尔扎拜尔市镇内的城鎮，位於該國西南部，始建於1878年，面積5平方公里，2011年人口2,484。
奧爾塔內斯原先为独立的市镇，2013年合并至加尔扎拜尔市镇。冰岛总统的官邸位于奧爾塔內斯。